# Benno Elkan
Pour les articles homonymes, voir Elkan.
Benno Elkan, né le 2 décembre 1877 à Dortmund, Allemagne et mort le 10 janvier 1960  à Londres, Angleterre, est un sculpteur allemand auteur de la grande Menorah de la Knesset à Jérusalem (Israël) et de nombreux bustes et médaillons en Allemagne et en Angleterre. Il commence à exercer dans sa ville natale de Dortmund en sculptant des monuments funéraires, puis il réalise des médailles et des bustes de militaires, d'hommes politiques, d'artistes et de scientifiques en Allemagne, en France et en Angleterre. Elkan, considéré comme artiste juif est interdit de travailler en Allemagne en 1935 et émigre à Londres. L'œuvre d'Elkan est alors oublié en Allemagne jusque dans les années 1950, où il est de nouveau exposé. L'œuvre d'Elkan ne s'apparente à aucun style artistique

## Biographie

### Enfance et jeunesse à Dortmund
Elkan est le seul enfant du maître-tailleur Salomon Elkan, copropriétaire d'une petite entreprise textile pour hommes située en centre ville, et de sa jeune épouse Rosalie (née en 1861 à Heidelberg). Il étudie au collège municipal (appelé alors Schola Tremoniae) jusqu'au Mittlere Reife  (équivalent au Certificat général de l'enseignement secondaire). Dans la jeunesse d'Elkan, Dortmund est une ville où la petite communauté juive (1 306 membres sur un total de 90 000 habitants en 1890)  est parfaitement intégrée, et qui  envisage de construire une grande synagogue. Elle possède aussi un carré juif dans le cimetière de l'Est (à Dortmund-Innenstadt-Ost). Benno Elkan participe à la vie de la communauté juive, fête sa Bar Mitzvah  et suit des cours de Talmud Torah au collège.

### Ses années d'études artistiques
Afin d'améliorer ses compétences linguistiques, Elkan fréquente à partir de 1880, le très onéreux pensionnat pour enfants du Château du Rosey à Rolle sur le lac Léman.
À Anvers, il exerce une brève activité commerciale, qu'il interrompt avec l'accord de ses parents, pour se préparer à Munich, à partir de décembre 1897, à l'examen d'entrée de l'Académie des beaux-arts de Munich en s'inscrivant à l'école d'art privée du peintre Walter Thor. Après avoir réussi l'examen à Pâques 1898, il étudie à l'Académie des beaux-arts auprès du peintre Johann Caspar Herterich. En 1900, il effectue son service militaire, puis en 1901, il  poursuit ses études d'art à Karlsruhe auprès du peintre Friedrich Fehr.
En 1903, il prend la décision de se consacrer dorénavant qu'à la sculpture. Sa première commande en tant que sculpteur vient de sa ville natale, Dortmund: le rédacteur en chef du journal Dortmunder General-Anzeiger (Moniteur général de Dortmund), Karl Richter, demande au jeune sculpteur la statue d'une jeune femme grandeur nature, pour la tombe de la famille Richter-Seippel. La statue réalisée par Elkan, qui symbolise la vie à la recherche constante du véritable chemin, est conservée au cimetière de l'est de Dortmund. Bien qu'Elkan soit un sculpteur autodidacte, la population de Dortmund est impressionnée.
À Karlsruhe, Elkan rencontre sa future épouse, la pianiste Hedwig Einstein, sœur de l'historien d'art Carl Einstein, qu'il va épouser en 1907.

### Paris
Début 1905, Elkan se rend à Paris et s'installe dans un atelier d'artiste avec le sculpteur Jules Steiner et le peintre américain Patrick Henry Bruce. Dès 1905, Elkan expose à la Société nationale des beaux-arts où il présente certaines de ses œuvres. Il rencontre à Paris Auguste Rodin, qui impressionne énormément le jeune sculpteur. Benno Elkan écrit au sujet d'une de ses rencontres avec Rodin:
« J'ai été… profondément touché, moi qui luttais pour mon propre chemin, étais en face ici, du dernier achèvement, de la substance de la force, de l'artiste qui incarnait dans lui-même le bras vivant de plusieurs siècles. »
Les premières œuvres parisiennes d'Elkan ne montrent cependant aucune influence de Rodin. Elle n'apparait que plus tard, par exemple dans l'œuvre narrative de la Grande Menorah, avec des figures de la Bible hébraïque, aussi influencée par les Portes du Paradis de Lorenzo Ghiberti, sculpteur du Quattrocento Italien, qui se trouvent dans le baptistère de la cathédrale de Florence. Dans sa dernière œuvre, le mémorial aux victimes des bombardements, on retrouve l'inspiration de la Porte de l'Enfer de Rodin. Dans ses œuvres parisiennes, comme la sculpture Joueur de flute (1906), Elkan s'inspire plutôt du Jugendstil (l'Art nouveau allemand).
Bien qu'Elkan emprunte des idées à son entourage parisien, il n'adhère à aucune école ou groupe moderne. Il se lie d'amitié avec le peintre expressionniste Jules Pascin qui dessine régulièrement pour la revue satirique Simplicissimus. Tout en vivant à Paris, Elkan reste en contact avec Karlsruhe où vit sa fiancée, et avec Dortmund d'où il continue de recevoir des commandes pour des tombes. Lors d'une visite, il établit un premier contact avec le collectionneur d'art et  mécène, Karl Ernst Osthaus dont il attire l'attention en lui présentant ses sculptures funéraires. Menzel-Severing suppose, dans sa thèse, que sa participation à la Deutschen Kunstausstellung (Exposition artistique allemande) à Cologne en 1906 est due au soutien d'Osthaus.
En 1906, Elkan organise sa première exposition  individuelle dans l'ancienne mairie de Dortmund où il présente des bustes et des sculptures. C'est la seule exposition qu'il fera dans sa ville natale, jusqu'après la Seconde Guerre mondiale, mais il participe aux expositions au Kunsthalle de Brême, en 1908, 1910 et 1912, ainsi qu'à l'ouverture du Musée de Wiesbaden en 1915.

### Rome

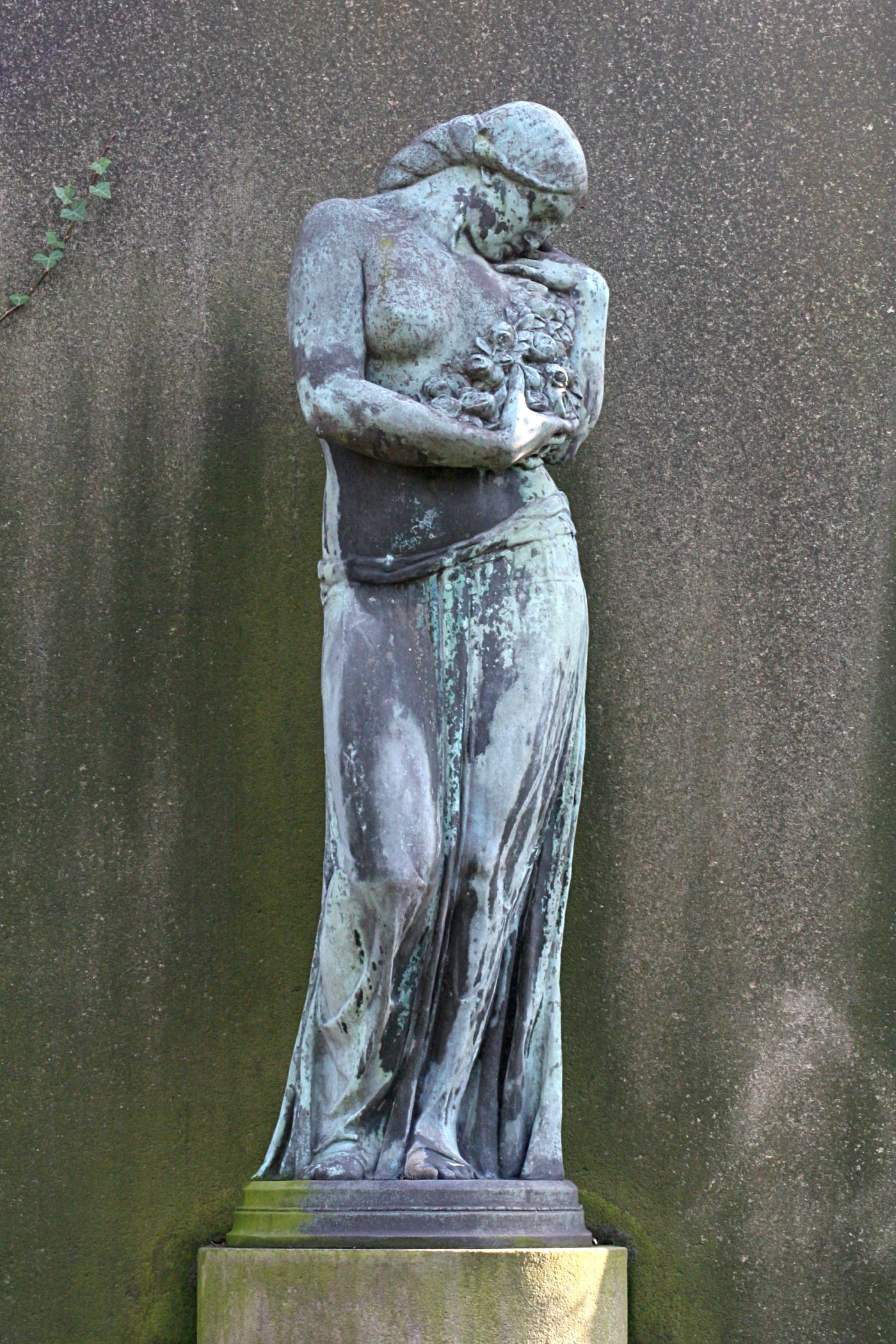
Perséphone

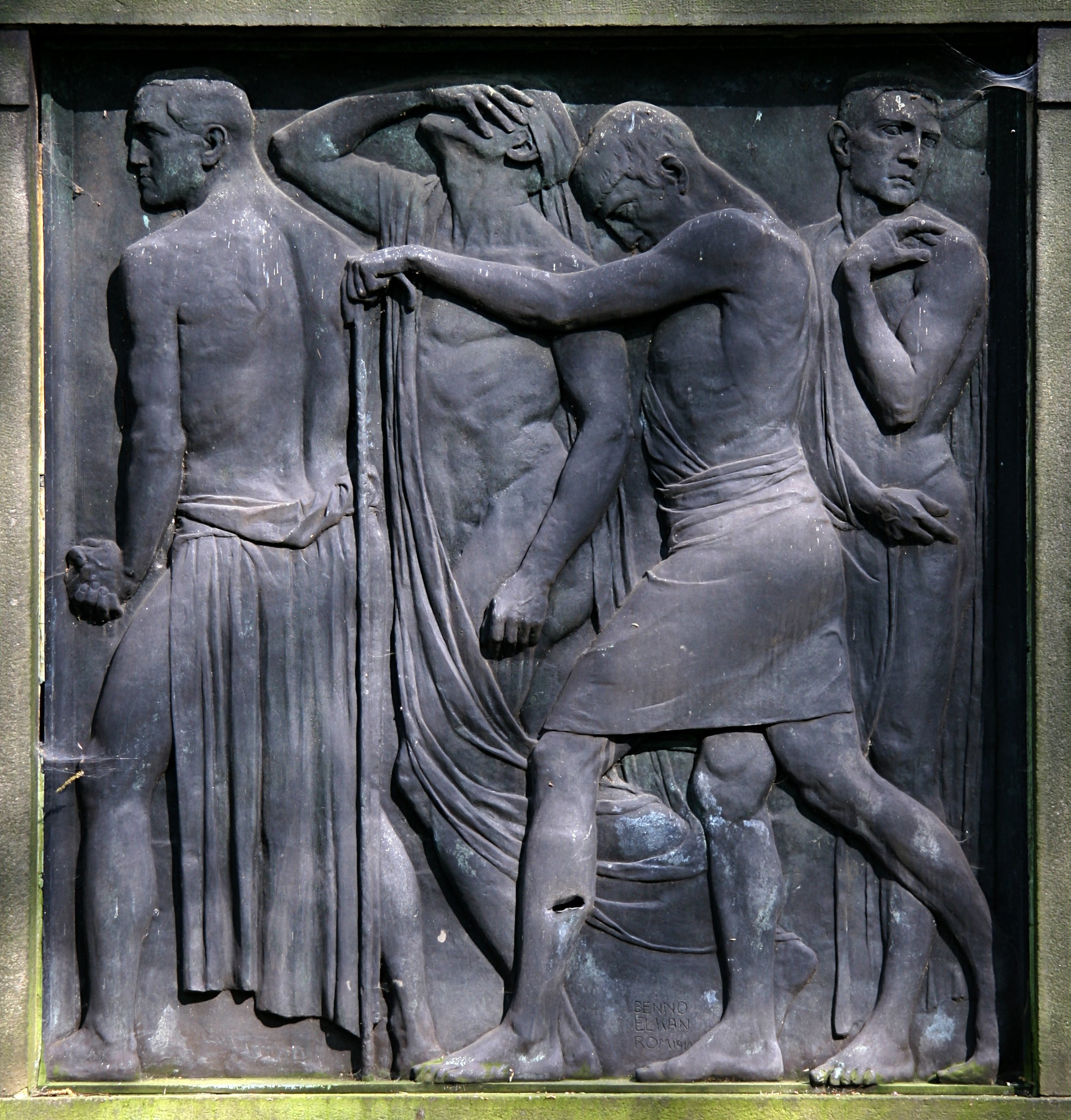
La Marche de la mort

De 1908 à 1911, Elkan, qui a remporté le Prix de Rome de la Fondation Michael Beer, et sa femme vivent à Rome. Ils sont logés dans un palais ayant appartenu au pape Jules III et son atelier se trouve Via Quattro Fontane. Elkan profite de son séjour à Rome pour effectuer différentes visites en Italie, particulièrement à Naples et à Florence.  Il étudie avec passion la sculpture de la Renaissance.
En 1910, nait sa première fille, Ursula, qui plus tard épousera le pianiste des Comedian Harmonists, Erwin Bootz. Trois ans plus tard, nait son fils Wolf.
Pendant  son séjour à Rome, Elkan continue à recevoir des commandes de Dortmund pour le cimetière de l'Est. Il réalise ainsi la sculpture funéraire Todesgang (la Marche de la mort) et la statue de Perséphone. On reconnait particulièrement l'influence italienne dans la grande sculpture Bergpredigt (le Sermon sur la montagne) de 1909, un bas-relief en trois parties pour la tombe du pasteur Karl Evertsbusch à Bad Godesberg. Le panneau central représente le Christ prêchant, à droite ses disciples et à gauche ses ennemis. Elkan réalise des passerelles entre les panneaux sur le modèle du bas-relief de l'autel de la basilique Saint-Antoine de Padoue sculpté par Donatello. La configuration de l'ensemble est inspirée des Portes du Paradis de Lorenzo Ghiberti.
Pour la première fois à Rome, Elkan, confronté aux sculptures antiques, utilise la pierre comme matériau. En quittant Rome, il emmène avec lui des pierres provenant de ruines antiques.

### Alsbach
À son retour de Rome, Elkan va vivre à Alsbach près de Darmstadt de 1911 à 1919, dans sa propre maison. En 1912, il rend visite à Heidelberg à l'écrivain Friedrich Burschell et au poète, critique et écrivain Ernst Blass.
À Alsbach, Elkan réalise plusieurs œuvres sur commande, comme des médailles pour la mort du compositeur Gustav Mahler ou avec le portrait du dramaturge Frank Wedekind. Il exécute aussi de nouveaux bustes comme celui du marchand et collectionneur d'art Alfred Flechtheim en 1912. Pour le cimetière juif de Roßweide à Wickrath, maintenant quartier de Mönchengladbach, Elkan élabore en 1912, son premier grand monument en pierre, la Pierre des lamentations, que l'on peut rapprocher de sa sculpture  Todesgang.
Pendant son séjour à Alsbach, Elkan entretient des liens étroits avec l'écrivain alsacien de langue allemande, René Schickele, et sera même, sous un nom légèrement modifié, le héros de son roman inachevé Benkal, der Frauentröster (Benkal, le consolateur de femmes) de 1914 (Leipzig).
En 1914, au début de la Première Guerre mondiale, Elkan  est mobilisé. Il sert comme officier d'approvisionnement en Pologne, puis est rapatrié en Allemagne pour être soigné du choléra. Après sa guérison, il est affecté à la surveillance du courrier à Francfort-sur-le-Main.  Elkan donne ses impressions sur la guerre dans le livre Polnische Nachtstücke (Nocturnes polonaises), qu'il illustre avec de sinistres dessins à la plume. C'est dans ce contexte qu'il réalise une médaille pour honorer le Generalfeldmarschall August von Mackensen.

### Ses années à Francfort
En octobre 1919, la famille Elkan s'installe à Francfort-sur-le-Main, tout en gardant la maison d'Alsbach comme résidence d'été. À Francfort, Elkan est plus près de la vie culturelle et artistique. En 1919, il est président du conseil des artistes de Francfort, qui représente les intérêts des artistes auprès de la municipalité. Elkan écrit que le conseil des artistes a obtenu « que de nombreuses commandes soient passées pour le compte de la ville ». Menzel-Severing suggère qu'Elkan était dans l'immédiate après-guerre partisan de la Ligue spartakiste.

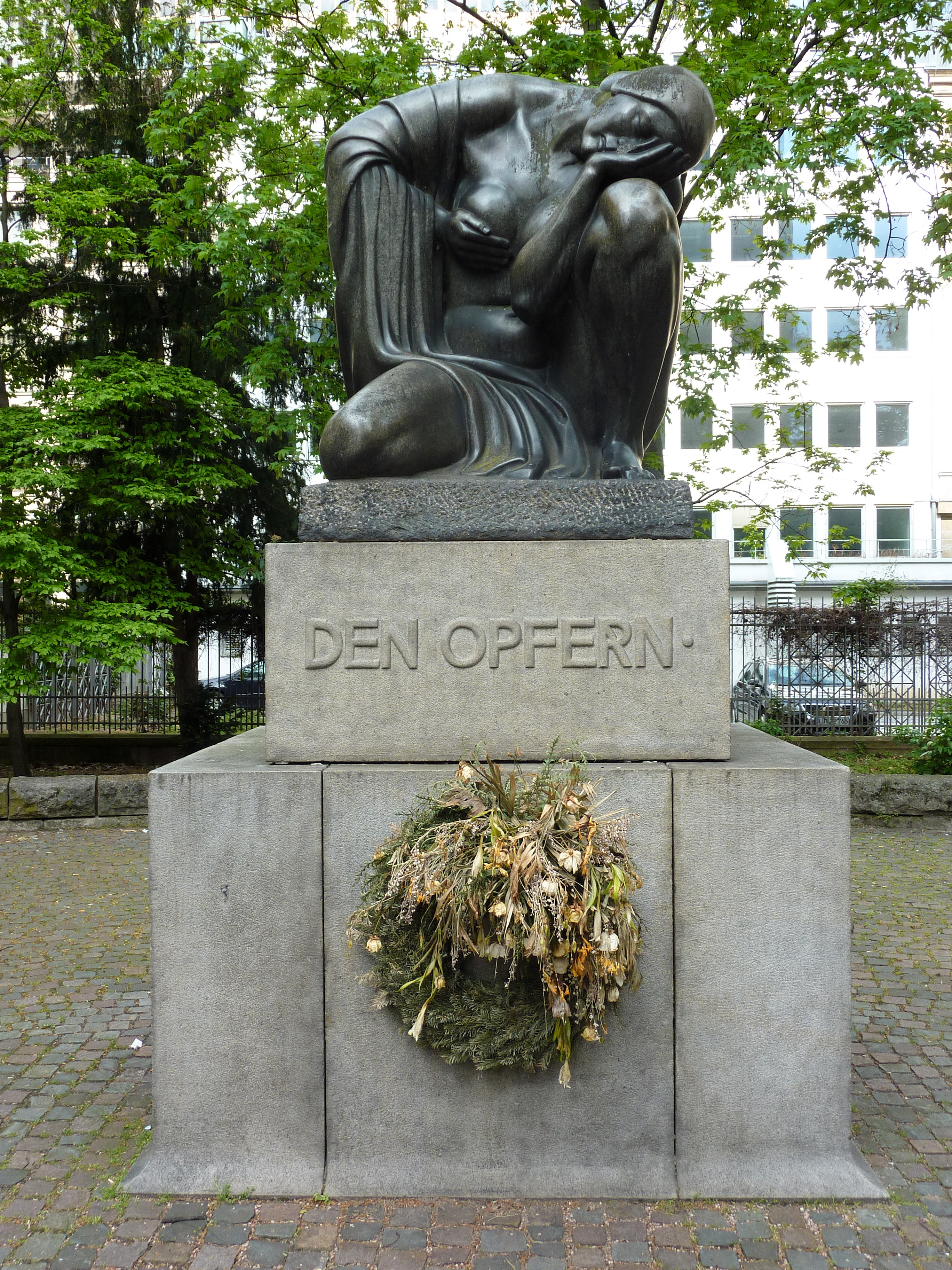
Le monument « Aux victimes » installé à Francfort dans le parc Gallus

Benno Elkan vit dans une grande maison dans le quartier bourgeois Westend de Francfort, où il reçoit de nombreux visiteurs de la vie culturelle.  Son atelier se trouve dans la Karmelitergasse dans le cloître du monastère des Carmélites .
En 1919, Elkan reçoit une commande de la ville de Francfort pour la réalisation d'un mémorial pour les victimes de la Première Guerre mondiale.  Elkan envisage initialement un bas-relief gigantesque de 40 mètres de haut représentant un adolescent. Des données et des faits de 1913 et 1919 devaient, par comparaison, montrer clairement les conséquences dévastatrices de la guerre mondiale. Ce projet pacifiste ne sera pas réalisé. La ville de Frankfort achète à la place à Elkan, la sculpture Heldenklage (Complainte héroïque), créée en 1913-1914 quand il était à Alsbach. Le 3 octobre 1920, le mémorial est inauguré au coin de la Kaiserstraße et du parc Gallus. Le mémorial est critiqué par les partis nationalistes, car l'inscription « Les victimes » et la figure de la mère affligée rompt avec la tradition martiale des monuments aux morts. Son fils Wolf écrira plus tard :   
« La seule inscription était : « Les victimes ». Ce monument fut bientôt considérablement célèbre, aussi bien en Allemagne qu'au-delà des frontières allemandes, car il semblait exprimer la douleur universelle et les victimes universelles de la guerre pour chacun, pour chaque épouse et chaque mère dans chaque pays. Mais peu de temps après l'inauguration du monument, quelques petits journaux d'un groupe qui se faisait alors appelé Deutsch-völkisch (Nationaliste-Allemand), ont attaqué mon père et qualifié le monument de undeutsch (non-allemand) »
Benno Elkan ne se fait pas intimider par la critique nationaliste.  Quand la ville de Völklingen décide d'ériger un monument pour les victimes de la Première Guerre mondiale, il prend la commande. Le mémorial de Völklingen représente aussi une femme éplorée, deux fois grandeur nature, en granite d'Odenwald noir poli. La pleureuse accroupie, tient sa tête inclinée à droite dans ses mains. L'inscription sur le socle gris clair, presque blanc est cette fois Allen Opfern (Toutes les victimes), et précise de façon plus explicite, l'intention d'Elkan pour le mémorial de Francfort. Le monument est inauguré le 7 juin 1925, en même temps que le déplacement du monument aux morts de la guerre franco-allemande de 1870. Dans son discours d'inauguration, le maire de Völklingen, Karl Janssen, explique que l'inscription signifie « toutes les victimes matérielles et immatérielles », mais en aucun cas les victimes de l'adversaire. Avec cela, il a souligné l'appartenance de la Sarre à une Allemagne démocratique.
À Völklingen aussi, des protestations se sont manifestées contre le monument, principalement de la part du Deutschvölkische Freiheitspartei Parti populaire allemand de la liberté et de la Deutschnationalen Jugendbund (Fédération de la jeunesse nationale allemande) . Malgré les sévères attaques provenant des milieux nationalistes, plusieurs répliques de ce monument vont être réalisées en raison de l'expression marquée de la douleur qui s'en émane: une variante de grandeur moitié de la statue de Völklingen, mais cette fois en bronze, est installée en 1929 dans la commune de Cunewalde dans l'arrondissement de Bautzen. L'inscription est complétée avec les dates de la Première Guerre mondiale. Sur le piédestal est gravé le nom des 109 soldats de la région tombés au combat.
Une autre réplique de la sculpture, de seulement 90 cm de haut, se trouve sur la tombe d'Hedwig et Benno Elkan au cimetière juif libéral de Willesden Green dans le district londonien de Brent. Elkan a indiqué que sa sculpture deVölklingen était « peut-être sa plus belle sculpture ».
À la fin des années 1920, le travail d'Elkan reçoit une attention croissante. Il est invité à exposer à la prestigieuse exposition L'Art allemand au Kunstpalast de Dusseldorf, de mai à octobre 1928, qui réunit « les plus grands artistes modernes d'Allemagne, d'Autriche allemande et de Suisse ». Elkan perçoit maintenant des honoraires élevés pour ses travaux, dans les 5 000 Reichsmarks pour un buste en bronze. 

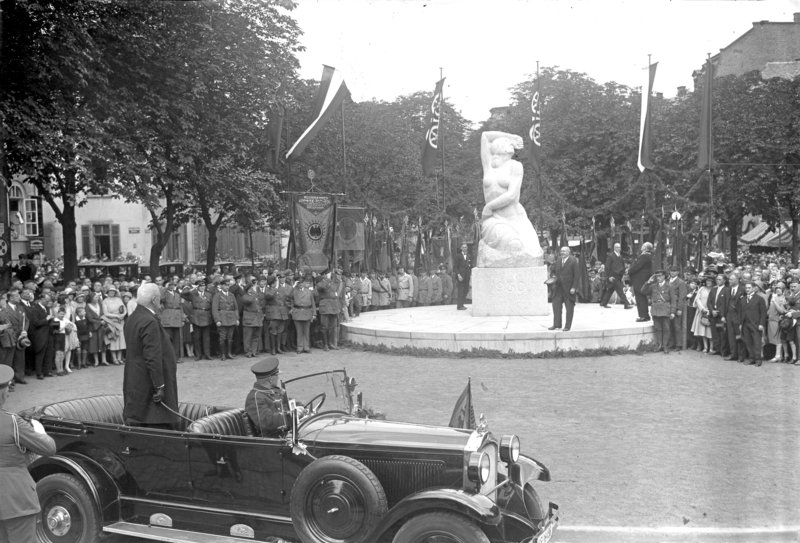
Statue de la Liberté, inaugurée à Mayence en 1930 par le président du Reich, retirée par les nazis en 1933, puis détruite.

À Francfort, Elkan se fait de très nombreux amis parmi les artistes contemporains. Il s'intéresse à la musique, au théâtre et à la littérature. Il écrit un article sur la théorie de l'art pour la revue Deutsche Kunst und Dekoration et écrit des œuvres littéraires qu'il illustre lui-même, en 1918 ses  Polnische Nachtstücke (Nocturnes polonaises) sur ses impressions de la guerre en Pologne, et en 1926  Spanien. Von einem Künstler gesehen  (L'Espagne, vue par un artiste). Un manuscrit inédit a été retrouvé à sa mort, intitulé Kunstreise durch Frankreich (Voyage artistique en France). En 1921, il publie un livre pour enfants, Die Große Reise der Tante Clementine (Le grand voyage de tante Clémentine) et en 1927, il écrit le livret de l'opéra d'Ernst Toch, Die Prinzessin auf der Erbse (La Princesse au petit pois).
En 1930 Elkan exécute une œuvre d'inspiration politique, qui provoque à nouveau une grande sensation: un monument de la liberté est inauguré en présence du président du Reich, Paul von Hindenburg, à Mayence sur la Schillerplatz. Il commémore la fin de l'occupation alliée de la Rhénanie  avec le retrait des troupes françaises de Mayence. Le monument en pierre, intitulé Die Freiheit (La Liberté), représente  « une femme, nue jusqu'à la taille, qui étend un de ses bras vers le haut et qui symbolise le réveil de la Rhénanie sortant de l'époque de détresse, de guerre et d'occupation ». Le travail d’Elkan est effectué dans un contexte de réveil national, qui, quelques années plus tard conduira Elkan et sa famille à fuir l’Allemagne. Dès le début, sa statue de femme nue est critiquée. À Mayence, l’antisémitisme refait surface après le retrait des troupes françaises. Le monument est enlevé en mars 1933, à l’initiative du maire provisoire de Mayence, Philipp Wilhelm Jung, et sera détruit plus tard en raison des déclarations politiques et de l’origine juive du sculpteur.

### L'exil en Angleterre
En 1933, de nombreuses œuvres d’Elkan sont retirées de l’espace public. Sa maison est perquisitionnée. Le 12 février 1935, une lettre de la Chambre de la culture du Reich, « rejette la demande d'adhésion d'Elkan à la Chambre des beaux-arts du Reich, association des sculpteurs allemands, conformément au chapitre 10 du premier décret d'application de la loi de la Chambre de la culture du Reich du 1er novembre 1933 (Journal officiel du Reich, I, p. 797)... en tant que non-aryen et donc ne possédant pas l'aptitude et le loyalisme pour la création de biens culturels allemands ». L'exercice de sa profession lui est dorénavant interdit.
La famille Elkan est également mise sous pression. À l'Université de Francfort, dès 1933, un lieutenant-colonel SS, sous la direction du stagiaire en droit Georg-Wilhelm Müller, commence à terroriser les étudiants juifs et les étudiants politiquement hostiles. Le fils d'Elkan, Wolf, est frappé d'ostracisme et espionné. Il doit finalement quitter l'université. Il essaye tout d'abord de terminer ses études à Berlin et à Heidelberg, mais finalement fuit vers Rome et l'Angleterre avant de rejoindre sa sœur Ursula qui a émigré aux États-Unis.
Sous les menaces croissantes, Benno Elkan prépare son émigration dès 1933. La date exacte de son départ pour Londres n'est pas connue. Il continue à travailler et prendre quelques commandes privées. Il est probable qu'il ait commencé à préparer son départ, lors d'un voyage d'affaire à Londres à l'été 1933. Son départ définitif a lieu probablement fin 1934. 

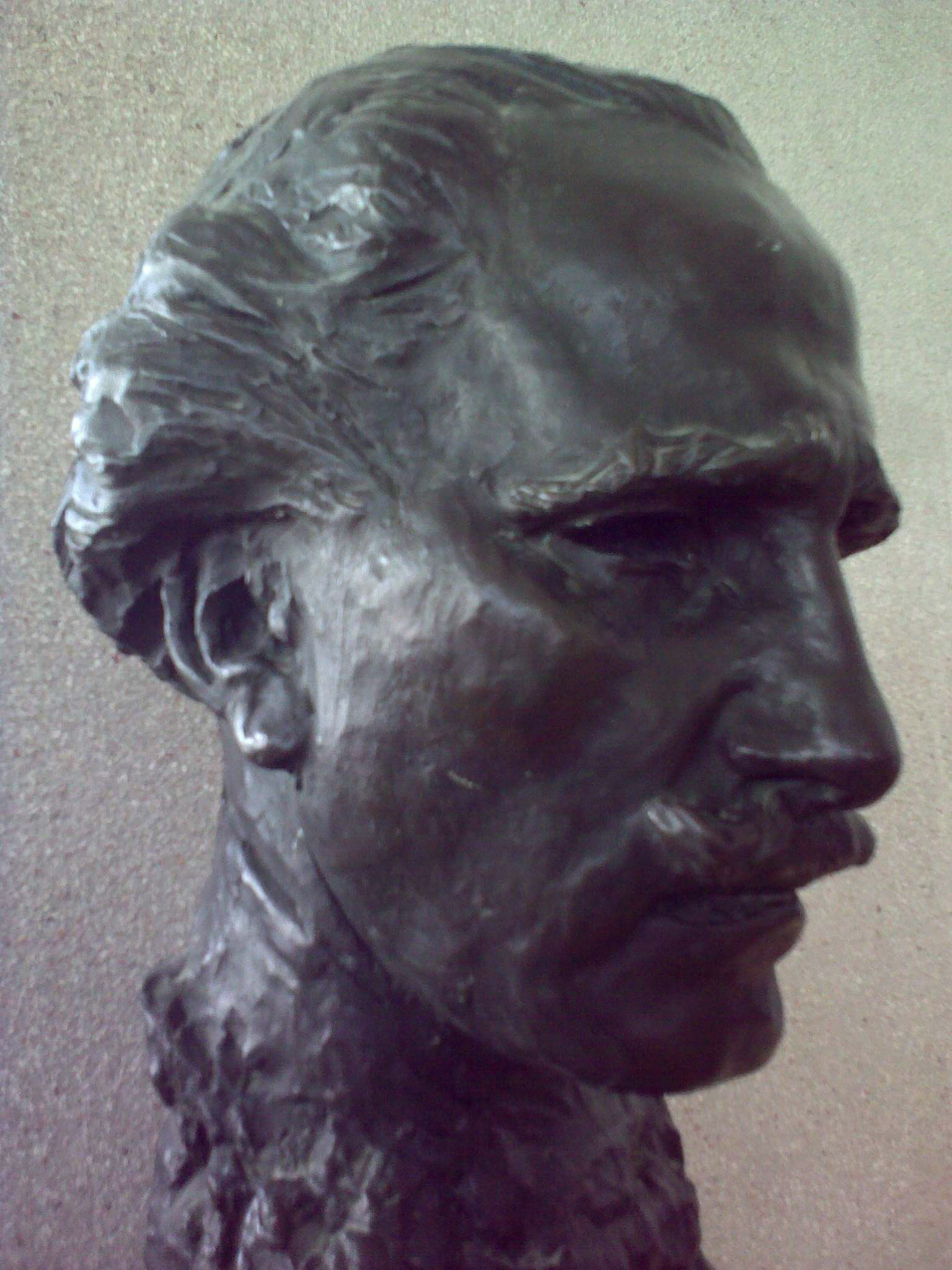
Buste d'Arturo Toscanini

Il  s'installe tout d'abord dans un atelier dans le quartier de Paddington à Londres, puis dans une maison au 26 Exeter Road. Il réalise à cette époque une sculpture d'un groupe d'orang-outans, qui se trouve actuellement au zoo d'Édimbourg. Dès 1934, Elkan participe à une exposition à la Royal Academy of Arts où il présente un buste de John Davison Rockefeller. En 1935, il effectue un voyage à Lausanne. Il y réalise le portrait du ministre suisse Stucki et du jeune roi du Siam, Rama VIII, et en 1937 celui du prince Edward de Kent. Sa première exposition personnelle à Londres se déroule en novembre 1936 à la galerie Knoedler.
À partir de Londres, en 1936, il participe encore une fois à une exposition en Allemagne, à Berlin, où la Kulturbund Deutscher Juden (Association culturelle des Juifs allemands) organise la 1. Reichsausstellung jüdischer Künstler (1re exposition du Reich des artistes juifs).
En Angleterre, Elkan crée des chandeliers de bronze pour l'abbaye de Buckfast dans le  Devon, ainsi que d'autres travaux pour l'abbé local. En Angleterre, Elkan obtient rapidement de nombreuses commandes de chandeliers ou de bustes de personnes célèbres. Il réalise entre autres les portraits de James de Rothschild et de Arturo Toscanini. A la mémoire de Rudyard Kipling, Elkan conçoit en 1938 un grand bas-relief qui représente le Livre de la jungle et qui se trouve actuellement sur le fronton sud du Kipling Memorial Building de l'Imperial Service College à Windsor.
Après le bombardement de sa maison à Londres en 1943, la famille Elkan emménage à Oxford, dans la maison de la psychanalyste Eva Rosenfeld. La même année, il réalise le buste de l'économiste Lord William Beveridge.
Après la guerre, Elkan entreprend un grand voyage aux États-Unis avec ses enfants.
Dans les années 1950, Elkan présente en Angleterre, les premiers éléments de son travail sur la grande Menorah pour le parlement israélien.

### Voyages et contacts en Allemagne
Dans les années 1950, Elkan se rend également en Allemagne. À l'occasion d'un voyage dans le Taunus en 1953, il programme une exposition de ses œuvres à Francfort dans la galerie d'art d'Hanna Bekker vom Rath pour 1954, qui suscite aussi l'intérêt de sa ville natale Dortmund. Enfin en 1956, une exposition de quelques œuvres d'Elkan s'ouvre dans l'hôtel de ville de Dortmund, qui initialement avait prévu une grande rétrospective avec catalogue, avant d'y renoncer. En plus, les œuvres n'étaient pas présentées comme le souhaitait Elkan, avec des peintures d'Arthur Kampf, mais avec uniquement des reproductions de Bernhard Hoetger.
Depuis la fin de la guerre, Elkan poursuit l'idée de réaliser un mémorial pour les victimes des bombardements. Il écrit en 1955 à son ami Erich Leu de Dortmund:
« L'idée m'est venue pendant la guerre, quand nous, ainsi que vous là-bas en Allemagne cherchiez la protection contre les bombes…Je veux…avec ce monument, qui ne glorifiera aucune idéologie particulière et qui n'opposera aucun pays contre un autre, contribuer à redresser la dignité blessée de l'homme. »
En 1959, Elkan crée un modèle d'argile du monument, dont on possède uniquement des photos. Il représente la souffrance des victimes de violence parmi  les décombres de gros blocs de pierre. Elkan désire dans un premier temps voir le monument érigé à Francfort, mais il est refusé après des discussions publiques. Erich Leu, l'ami d'Elkan, essaye alors de susciter l'intérêt de Dortmund, mais là aussi, le projet n'aboutit pas. Le modèle en plâtre du monument  qui faisait partie de la succession Elkan, est maintenant considéré comme perdu.

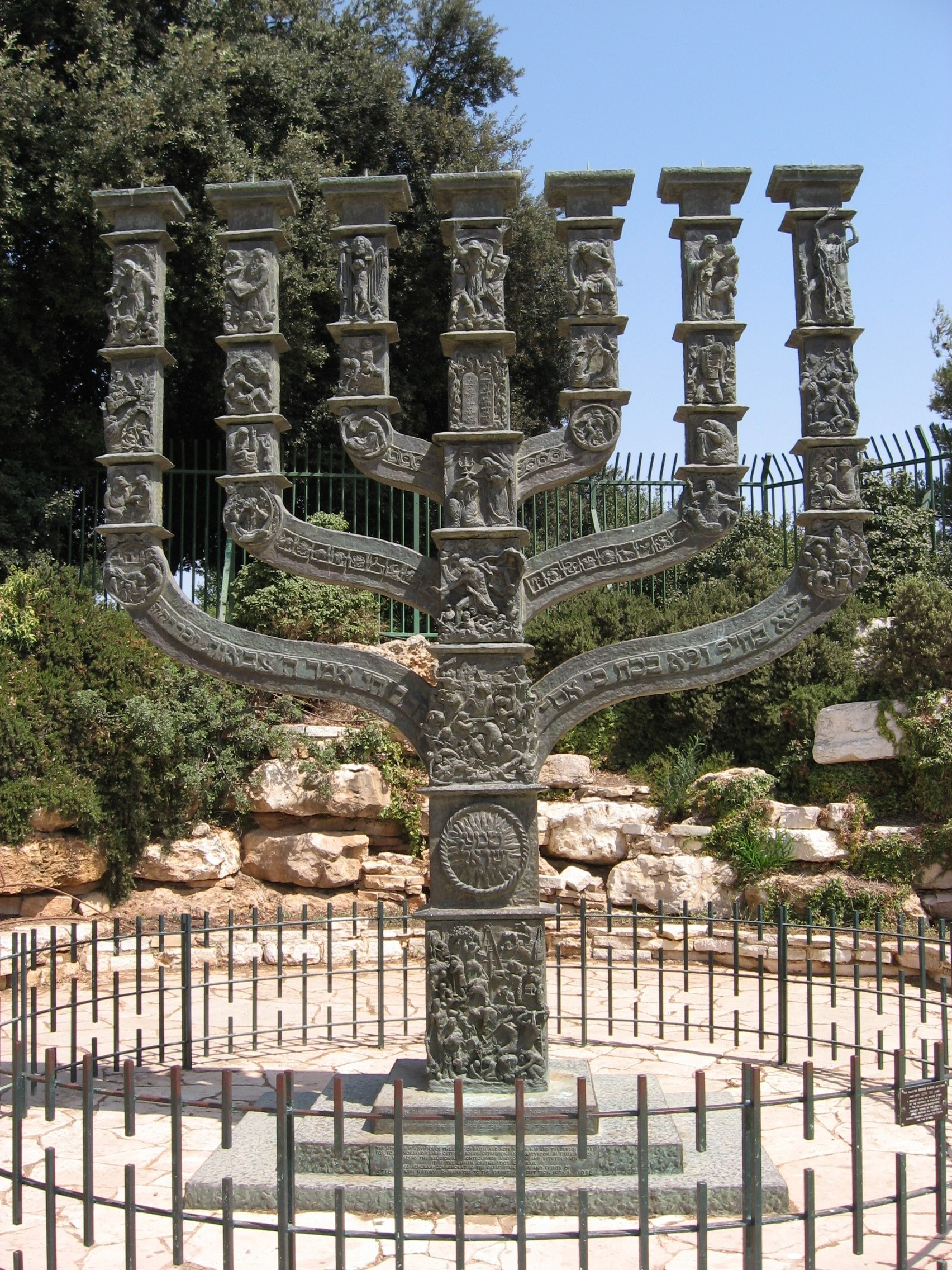
La grande Menorah devant la Knesset

### LaMenorah de la Knesset
Avant la Menorah de la Knesset, Elkan avait déjà créé un certain nombre de chandeliers à sept branches, dont certains avec des thèmes chrétiens, tels que les deux grands chandeliers bibliques de l'abbaye de Westminster à Londres. L'idée d'un grand chandelier « comme symbole du judaïsme » germait chez Elkan depuis 1947. En 1949, il commence à concevoir les reliefs individuels : ils devront représenter des motifs de « l'histoire du peuple juif de l'époque biblique jusqu'à l'époque moderne avec la fondation de l'État d'Israël ». Elkan voulait initialement que le chandelier soit envoyé dans le monde entier, partout où se trouvent des communautés juives de la diaspora, avant qu'il ne soit installé dans un port d'Israël, comme un symbole comparable à la statue de la Liberté à New York.    
Le travail sur le candélabre devient de plus en plus primordial pour Elkan. Il écrit : « Tout doit être mis au second plan derrière cette œuvre de ma vie ». Elkan correspond avec des relations férues en théologie afin de sélectionner les scènes bibliques et historiques essentielles. Une autre source importante d'inspiration pour Elkan provient de plus de 500 gravures sur bois d'une Bible anglaise illustrée, datant de 1848  et dont les motifs ont influencé en partie Elkan.
En 1950, Elkan présente les quatre premiers reliefs de la Menorah dans le cadre d'une exposition personnelle à la galerie Wildenstein à Londres. Elkan place ses reliefs sur la structure du chandelier, de façon que ses sujets émergent du relief plutôt que d'être des figures indépendantes.
Lorsque la politique britannique tourne en faveur d'Israël, le projet devient plus réaliste. Les membres de la Chambre des lords fondent en 1953 le Menorah fund committee avec pour but d'offrir en cadeau le chandelier au jeune état. Cependant, durant l'élaboration du chandelier, la communauté juive orthodoxe exprime son opposition: la protestation est principalement dirigée contre la représentation d'une scène du Cantique des Cantiques, qui montre le roi Salomon avec sa bien-aimée la Sulamite. En plus, dans le projet initial d'Elkan, le chandelier est représenté avec des feux ce que refuse les orthodoxes. C'est pourquoi, lors de la réalisation du chandelier, Elkan change plusieurs fois ses plans, ce qui a été parfois documenté.
Le chandelier est terminé début 1956, et Elkan le présente au public en février 1956 à la Tate Gallery. Le 15 avril 1956, le chandelier arrive à Jérusalem, cadeau des Britanniques « pour le plus vieux et le plus jeune parlement ». La Menorah est alors installée dans un parc à proximité du bâtiment provisoire du parlement, et en 1966, est transférée à son emplacement actuel, en face de l'entrée principale du nouveau bâtiment de la Knesset.
La conception artistique combine l'idée d'un arbre généalogique, destiné à illustrer l'histoire du peuple juif, avec la tradition juive du chandelier à sept branches. L'histoire du peuple juif doit être lue à partir de l'extrémité supérieure des branches en descendant. Au sommet de la Menorah, on trouve les grands prophètes de l'Ancien Testament. En bas du tronc de la Menorah, figurent les reliefs du ghetto de Varsovie et des pionniers en Palestine. L'histoire ramifiée du peuple juif aboutit ainsi, selon l'assertion politique, à l'implantation en Palestine.

### La maladie et la mort
En 1957, Elkan est nommé officier de l'ordre de l'Empire britannique. Après avoir souffert de problèmes de santé depuis 1956, il meurt le 10 janvier 1960 à Londres, trois mois après sa femme.
La succession de l'artiste est vendue aux enchères le 6 novembre 1960 en 153 lots, par la maison londonienne Christie's. L'Institut für Zeitungsforschung (Institut de recherche sur la presse) de Dortmund acquiert ainsi quelques pièces qui seront ensuite remises au Museum am Ostwall. Le responsable des affaires culturelles de Dortmund, Alfons Spielhoff, présente une demande concernant les pièces invendues. Fin 1961, le Museum am Ostwall achète quatre bustes et 52 dessins. Une partie des médailles d'Elkan ont survécu à la guerre au musée de Cappenberg. En 2011, une exposition de dessins sélectionnés, de bustes et de médailles d'Elkan, est organisée au Museum für Kunst und Kulturgeschichte (Musée de l'histoire de l'art et de la culture) de Dortmund. Des photos de ses monuments funéraires et de ses sculptures sont aussi présentées.   
« Benno Elkan a artistiquement maîtrisé tous les genres, du buste à la grande sculpture, de l'illustration anatomique au monument funéraire. Il a brillé avec des morceaux de littérature fantastique, des descriptions de voyage, des livrets  »

## Sculptures et reliefs de Benno Elkam sur les monuments funéraires

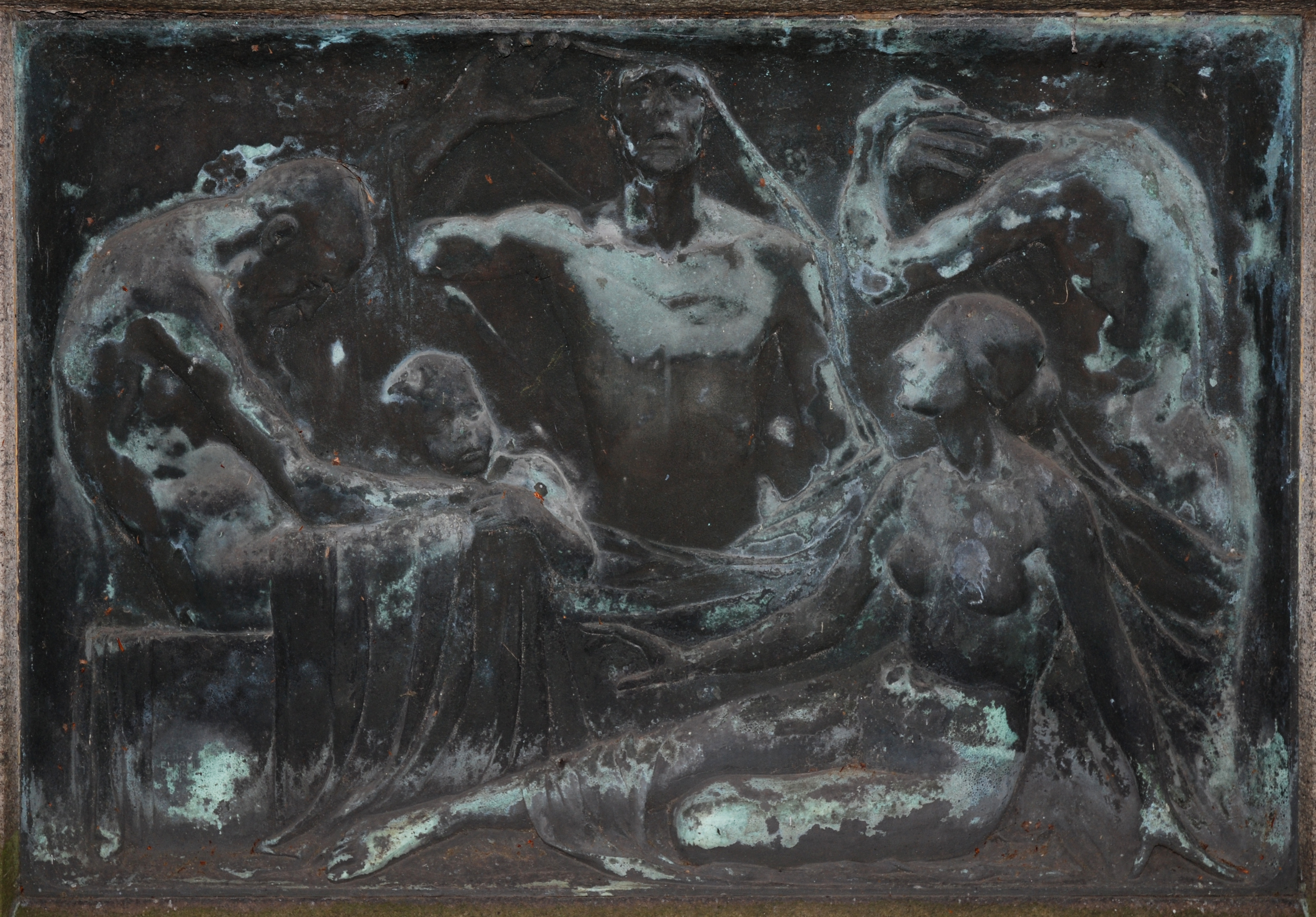
Détail du relief Résurrection de 1905; tombe de Wilhelmine Hövel au cimetière de l'est de Dortmund
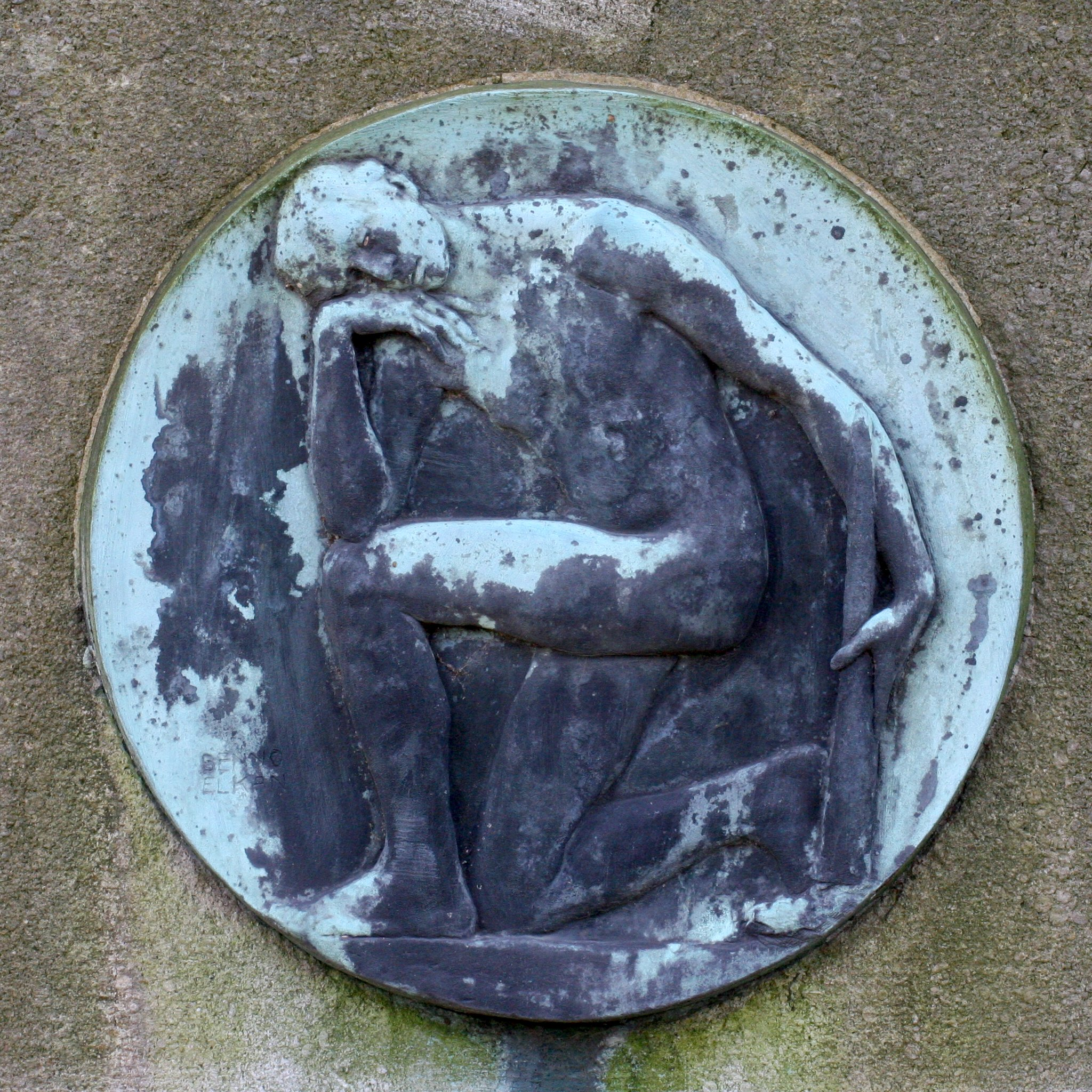
Homme agenouillé avec une torche éteinte de 1910; tombe au cimetière de l'est de Dortmund
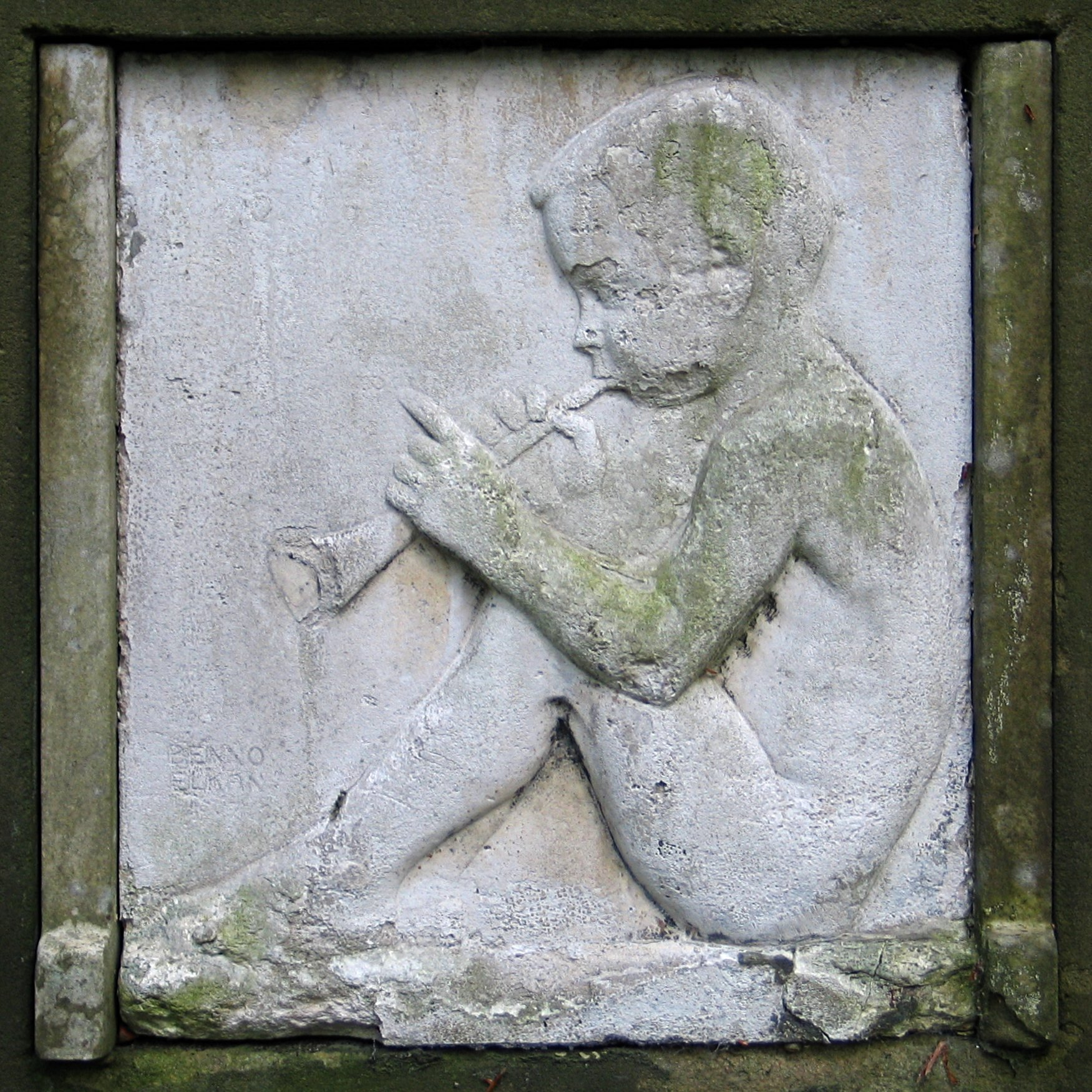
Garçon assis jouant de la flute de 1906; tombe au cimetière de l'est de  Dortmund
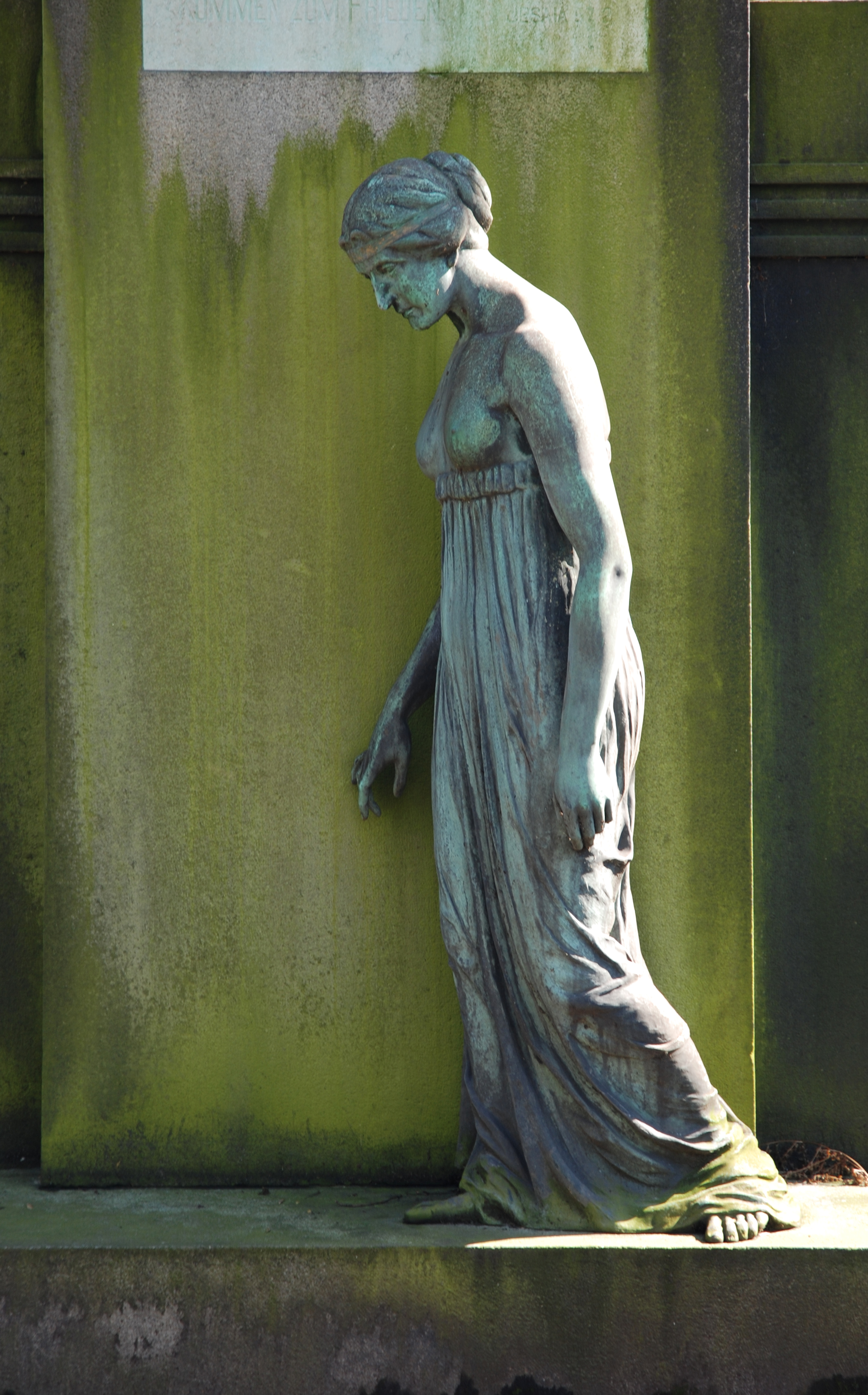
La démbulante de 1904; tombe au cimetière de l'est de  Dortmund
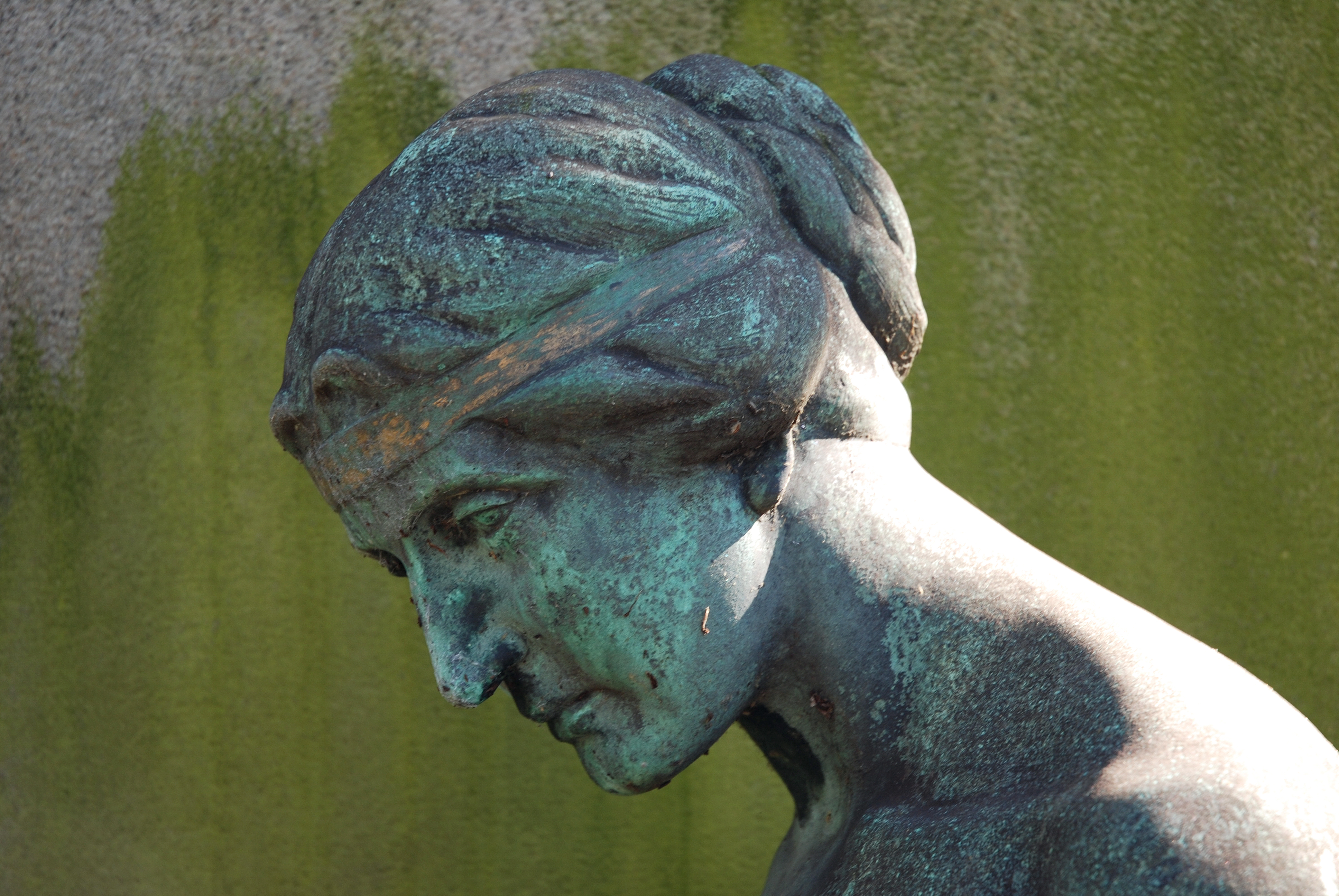
La démbulante; détail

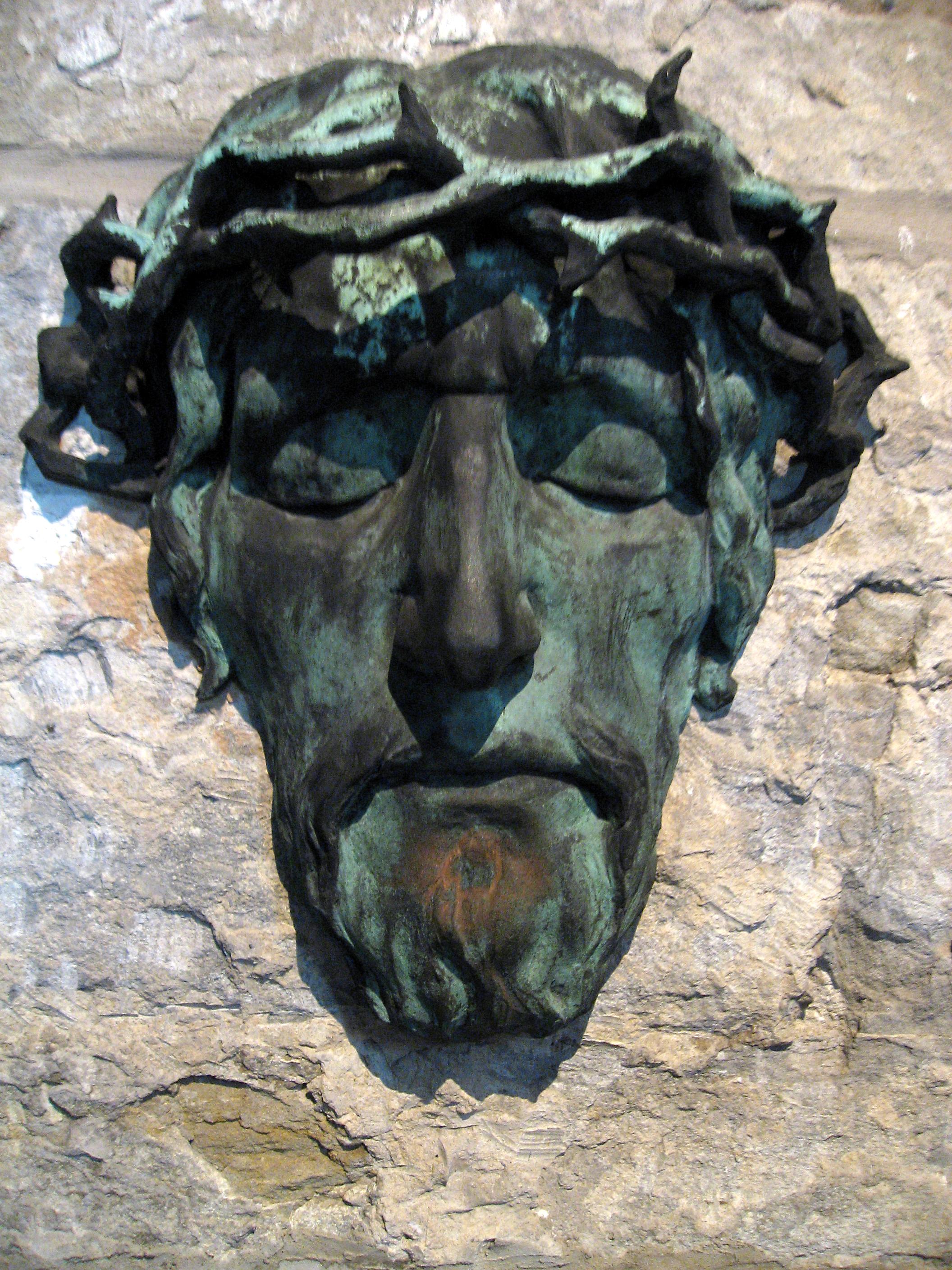
Figure du Christ de 1905; tombe de la famille Feuerbaum;  Marienkirche; sanctuaire nord; Dortmund
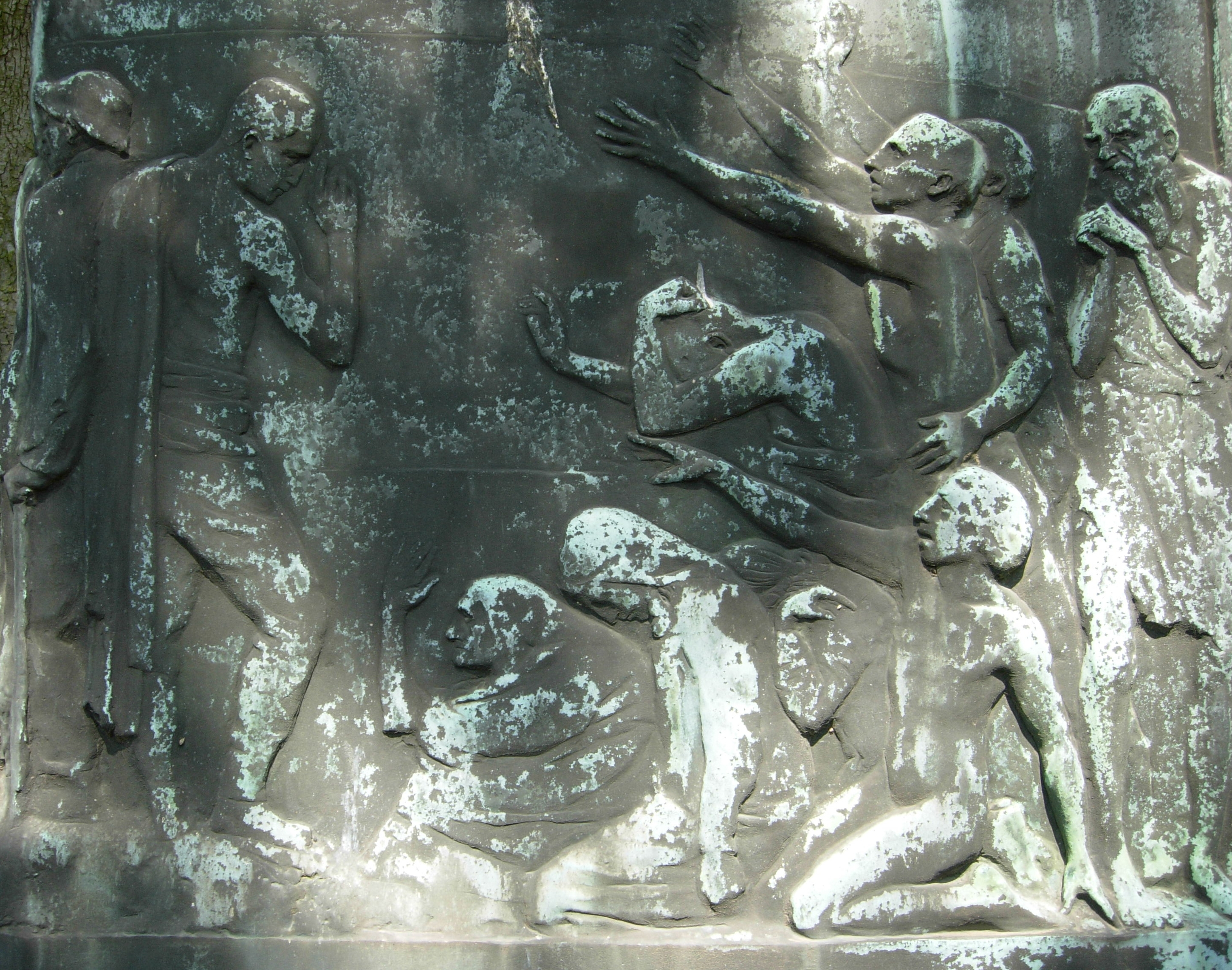
Sermon sur la montagne de 1909; tombe du pasteur évangélique Karl Evertsbusch au cimetière de Bad Godesberg; détail